# Vlag van Lissabon

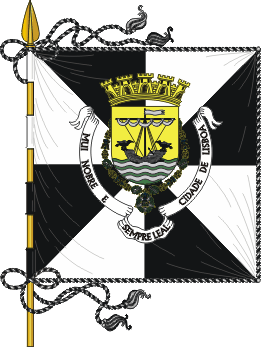
Vlag van Lissabon

De vlag van Lissabon, ook wel bekend als de vlag van Sint-Vincent, is de gemeentelijke vlag van de Portugese hoofdstad Lissabon. De vlag toont een gegeerde achtergrond van wit en zwart in twaalf stukken, met in het midden over het gemeentewapen. De vlag is in gebruik sinds de 13e eeuw. Voor civiel gebruik wordt de vlag zonder het wapen gevoerd.
Het wapen van Lissabon laat het verhaal zien van hoe Sint-Vincent de beschermheilige van Lissabon werd. Een Portugese legende vertelt hoe in 1173 het lichaam van de heilige naar de de Algarve werd gebracht, hoe het onderweg naar de hoofdstad Lissabon, waar het door koning Alfons zou worden bijgezet de in kathedraal en hoe het schip aanmeerde bij de meest zuidwestelijke punt van Portugal (tegenwoordig bekend als Kaap Sint-Vincent), waar naar verluidt twee kraaien op het schip neerstreken om het lichaam te bewaken. Deze legende kwam terecht in de Portugese folklore, wat ertoe leidde dat het tafereel werd gebruikt om Lissabon voor te stellen.
Direct daaronder is de kraag van de Orde van de Toren en het Zwaard gedrapeerd, die op 3 juni 1920 door president António José de Almeida aan de stad werd toegekend. Onder het wapen bevindt zich een witte rol met het motto: mui nobre e sempre leal cidade de lisboa (Meest nobele en altijd loyale stad Lissabon"). Boven het wapen bevindt zich een gouden muurkroon met vijf zichtbare torens, die de status van stad en hoofdstad van Lissabon aangeven.
De vlag vertoont grote overeenkomsten met de vlag van Ceuta.